# Petr Švancara
Petr Švancara (* 5. listopadu 1977 Brno) je bývalý český profesionální fotbalista, který hrával na pozici útočníka. Svoji hráčskou kariéru ukončil v roce 2015 v týmu FK Králův Dvůr.
Připsal si jeden start v české reprezentaci do 21 let. Po skončení kariéry zahájil spolupráci s Českou televizí jako fotbalový expert. V říjnu 2015 jej angažoval klub FC Zbrojovka Brno do svého sportovního a reklamního úseku.
Velkou část kariéry strávil ve Zbrojovce Brno, je brněnský patriot a často je označován za „ikonu“ brněnského fotbalu.
V české nejvyšší soutěži odehrál 309 zápasů, v nichž vstřelil 59 branek. Ve slovenské nejvyšší soutěži zasáhl do 15 zápasů a dal 3 góly.

## Klubová kariéra
Petr Švancara začínal v Zetoru Brno (1983–1987), v 9 letech přestoupil do Zbrojovky. Po angažmá v Uherském Hradišti, resp. Starém Městě (jaro 1997, resp. 1997/98; v obou případech hostování) a později ve Slovácku se do mateřského klubu vrátil. V září 2000 přestoupil do SK Slavia Praha, kde ale nehrál pravidelně. V roce 2002 odešel hostovat do Opavy a o rok později se vrátil do Brna. Na podzim 2006 hrál na Slovensku v Interu Bratislava, v letech 2007–2009 působil ve Viktorii Žižkov.

### FK Viktoria Žižkov
14. září 2008 v dresu Viktorie Žižkov předvedl nádherné sólo proti střížkovskému klubu FK Bohemians Praha. V 5. minutě převzal míč po nákopu žižkovského brankáře, prokličkoval mezi několika bránícími hráči a průnik završil lehkým dloubáčkem přes soupeřova brankáře. Žižkov porazil svého pražského rivala 4:2. Tato branka se dostala v roce 2013 do nominace o nejkrásnější gól české ligy.
Po sestupu klubu do druhé ligy odešel do Slovácka, kde měl dvouletou smlouvu. V roce 2011 se vrátil do Brna.

### FC Zbrojovka Brno
- Sezony: 1987–1996, 1998–2000, 2003–2006 a 2011–2013

Společně s Pavlem Mezlíkem byl v sezóně 2012/13 v kádru Zbrojovky Brno posledním aktivním účastníkem prvoligových zápasů na stadionu Za Lužánkami. V prvním ligovém zápase Brna po zimní přestávce 25. února 2013 nastoupil po několika měsících absence na ligových trávnících (zdravotní důvody). V domácím utkání proti prvnímu týmu tabulky FC Viktoria Plzeň hrozil z brejků, ale gólově se neprosadil a Plzeň si odvezla výhru 3:1. 29. dubna 2013 v dohrávce 25. ligového kola se podílel na otočení výsledku proti Baníku Ostrava na konečných 2:1. Nejprve vybojoval přímý kop, z něhož vyrovnal Pavel Zavadil a poté našel přesným centrem Michala Škodu, který hlavou skóroval. Ke konci sezóny 2012/13 jej trenér Ludevít Grmela využíval na hřišti sporadicky.

### 1. FK Příbram
- Sezony: 2013/14 a podzim 2014

V červnu 2013 měl ještě rok platnou smlouvu s Brnem, ale odešel na hostování do 1. FK Příbram (vedeného trenérem Františkem Strakou), který o hráče projevil zájem. Součástí dohody byla podmínka, že nebude moci nastoupit ve vzájemných zápasech proti Brnu. V novém působišti debutoval v lize 22. července 2013 (1. kolo sezóny 2013/14) proti domácímu týmu FK Mladá Boleslav, v zápase zkušeně z úhlu vstřelil vyrovnávající gól na konečných 1:1 po přiťuknutí Zorana Danoskiho. Během jedné sezony odehrál za tým celkem 16 zápasů, ve kterých vstřelil dva góly. Na jaře 2014 pro zdravotní trable téměř nehrál.
V pátém ligovém 24. srpna 2014 kole proti hostujícím Bohemians 1905 si v závěru zápasu zpracoval v pokutovém území míč rukou a skóroval. Rozhodčí branku uznal, ta pouze mírnila porážku na konečných 2:3. Po konci zimní části však oznámil, že Příbram opouští a bude si hledat nové angažmá.

### SV Sparkasse Waidhofen/Thaya
- Sezona: jaro 2015

Vzhledem k tomu, že nabídku z nejvyšší soutěže již nedostal, oznámil 7. ledna 2015 konec profesionální kariéry. Pokračoval ve čtvrtoligovém rakouském Waidhofenu, kde ve 13 soutěžních startech vstřelil 7 branek (odehrál 1 064 minuty). Trefil se hned v prvním utkání v 1. NÖN Landeslize, v posledních čtyřech však vyšel naprázdno. Za Waidhofen nastoupil i v 5 přátelských utkáních před začátkem jarní části, v nichž dal 7 gólů, přičemž se v klubu uvedl hattrickem 30. ledna 2015.

### FK Blansko
- Sezona: 2015/16

V sezoně 2015/16 hostoval ze Zbrojovky Brno v FK Blansko, zasáhl do 22 divizních utkání, v nichž vstřelil 8 branek a připsal si 17 gólových přihrávek (celkem odehrál 1 947 minut a obdržel 10 žlutých karet).

### AFK Tišnov
- Sezona: od podzimu 2015

AFK Tišnov převzal po sezoně 2014/15 po Bořitovu roli partnerského klubu Blanska (Projekt Farma). Na podzim 2015 za tento klub nastoupil v 6 utkáních I. A třídy Jihomoravského kraje, v nichž vstřelil 5 branek. Za Tišnov poprvé nastoupil 16. srpna 2015 v domácím zápase proti FK Kunštát, branku nevstřelil (výhra 3:1).
V Tišnově se sešel s hráči jako Mohamed Traoré, Petr Čoupek, Martin Doležal (brankář), František Schneider, František Kuldan, či Jakub Krejčíř, mužstvo vedl trenér Mgr. Jiří Hajský. Před sezonou 2016/17 do Tišnova přestoupil a hraje zde v nejvyšší jihomoravské soutěži.
V sezoně 2016/17 vstřelil 17 branek ve 29 startech v Přeboru Jihomoravského kraje (celkem odehrál 2 061 minutu a obdržel 7 žlutých karet) a Tišnov postoupil do Divize D (2017/18).

### Ligové statistiky
| Sezona         | Klub                                              | Země           | Soutěž         | Zápasy | Góly |
| -------------- | ------------------------------------------------- | -------------- | -------------- | ------ | ---- |
| 1996/97        | FC SYNOT Slovácká Slavia Uherské Hradiště (host.) | Česko          | 2. liga        | 14     | 1    |
| 1997/98        | FC SYNOT Staré Město (host.)                      | Česko          | 2. liga        | 27     | 10   |
| 1998/99        | FC Boby Brno                                      | Česko          | 1. liga        | 26     | 6    |
| 1999/00        | FC Stavo Artikel Brno                             | Česko          | 1. liga        | 29     | 4    |
| 2000/01        | SK Slavia Praha                                   | Česko          | 1. liga        | 14     | 0    |
| 2001/02        | SK Slavia Praha                                   | Česko          | 1. liga        | 30     | 3    |
| 2002/03        | SFC Opava (host.)                                 | Česko          | 2. liga        | 27     | 20   |
| 2003/04        | 1. FC Brno                                        | Česko          | 1. liga        | 24     | 3    |
|                | 1. FC Brno B                                      | Česko          | 2. liga        | 3      | 0    |
| 2004/05        | 1. FC Brno                                        | Česko          | 1. liga        | 25     | 5    |
|                | 1. FC Brno B                                      | Česko          | 2. liga        | 5      | 3    |
| 2005/06        | 1. FC Brno                                        | Česko          | 1. liga        | 21     | 6    |
|                | 1. FC Brno B                                      | Česko          | 2. liga        | 3      | 0    |
| 2006/07        | FK Inter Bratislava (host.)                       | Slovensko      | 1. liga        | 15     | 3    |
|                | FK Viktoria Žižkov                                | Česko          | 2. liga        | 15     | 9    |
| 2007/08        | FK Viktoria Žižkov                                | Česko          | 1. liga        | 28     | 6    |
| 2008/09        | FK Viktoria Žižkov                                | Česko          | 1. liga        | 24     | 3    |
| 2009/10        | 1. FC Slovácko                                    | Česko          | 1. liga        | 24     | 7    |
| 2010/11        | 1. FC Slovácko                                    | Česko          | 1. liga        | 24     | 7    |
| 2011/12        | FC Zbrojovka Brno                                 | Česko          | 2. liga        | 28     | 9    |
| 2012/13        | FC Zbrojovka Brno                                 | Česko          | 1. liga        | 19     | 6    |
| 2013/14        | 1. FK Příbram (host.)                             | Česko          | 1. liga        | 16     | 2    |
| 2014/15        | 1. FK Příbram (host.)                             | Česko          | 1. liga        | 5      | 1    |
| Celkem 1. liga | Celkem 1. liga                                    | Celkem 1. liga | Celkem 1. liga | 325    | 62   |
| Celkem 2. liga | Celkem 2. liga                                    | Celkem 2. liga | Celkem 2. liga | 122    | 52   |
| Celkem         | Celkem                                            | Celkem         | Celkem         | 447    | 114  |

## Rozlučkový zápas
Dne 27. června 2015 uspořádal s pomocí sponzorů a mnoha dobrovolníků rozlučkový zápas na chátrajícím brněnském stadionu Za Lužánkami, který se podařilo uvést do přijatelného stavu. Akce se zúčastnila celá řada fotbalistů a fotbalových trenérů (mj. Milan Pacanda, Luděk Zelenka, Pavel Horváth, Jiří Štajner, Ladislav Volešák, Jan Trousil, Patrik Siegl, Karel Kroupa, Josef Hron, Karel Jarůšek, Josef Mazura), ledních hokejistů (mj. Jakub Voráček, Ondřej Pavelec, Jiří Tlustý, Radek Smoleňák, Martin Havlát, Petr Hubáček) a navštívilo ji kolem 35 000 diváků, což bylo mnohem více než nejvyšší návštěva v sezóně 2014/15 Synot ligy.

## Reprezentační kariéra
Švancara odehrál 28. dubna 1999 27 minut v přátelském utkání českého reprezentačního výběru do 21 let proti vrstevníkům z Polska. Utkání skončilo remízou 1:1. Byl to Švancarův jediný reprezentační start.

## Biografie
V listopadu 2015 vyšla biografická kniha o jeho fotbalové kariéře i o životě a soukromí s názvem Mercedes – projížďka životem fotbalového baviče, na které spolupracoval se svou bývalou partnerkou, moderátorkou Monikou Čuhelovou.

## Osobní život
Jeho fotbalovým vzorem byl Argentinec Diego Maradona. V kabině i mimo ni byl znám jako bavič okolí.
Švancara se také objevuje v divadelních představeních Partičky a je častým hostem fotbalového diskuzního pořadu TIKI-TAKA na O2 TV Sport. Zúčastnil se také internetové vědomostní soutěže Fotbalový milionář. V roce 2019 předával hlavní cenu pro nejlepšího fotbalisty okresu Blansko, kterou vyhrál Ondřej Paděra.
Od roku 2022 účinkuje v pořadu Inkognito. V roce 2023 se zúčastnil reality show Survivor vysílané na TV Nova, kde obsadil 16. místo.